# Canon EOS-1D X Mark II
Canon EOS-1D X Mark II là máy ảnh DSLR full-frame chuyên nghiệp dẫn đầu dòng EOS 20,2 megapixel sản xuất bởi Canon, ra mắt ngày 1-2-2016, với giá khởi điểm $5999. Nó là mẫu máy thay thế cho Canon EOS-1D X đã ra mắt từ năm 2012.

## Tính năng
Các điểm mới của Canon EOS-1D X Mark II gồm:
- Vỏ ngoài vẫn là magnesi và có gioăng cao su chống nước như 1DX, nhưng bên trong có thêm 1 khung kim loại nữa
- Quay video độ phân giải 4K (4096×2160) lên tới 60 hình/giây (59.94 fps) trong tối đa 29'59"[2]
- Tích hợp time-lapse
- Tốc độ chụp liên tiếp đạt 14 hình/giây với AI Servo III; 16 hình/giây trong live view với khóa nét và khóa sáng (Trong live view, màn hình sẽ vẫn hiển thị ngay cả khi đang chụp). Điều này chỉ thực hiện được nếu dung pin LP-E19. EOS-1D X Mk II dùng được LP-E4 của 1D X, nhưng tốc độ chụp liên tiếp sẽ hạ xuống ngang 1D X là 12/14 hình/giây. Có 7 chế độ trong "drive mode" của 1DX mk II:
  - Một hình
  - Liên tiếp nhanh (chọn từ 6 đến 14 hình/giây, hoặc lên 16 hình nếu trong live view)
  - Liên tiếp chậm (5-8 hình/giây)
  - Liên tiếp nhanh yên lặng (tối đa 5 hình/giây)
  - Liên tiếp chậm yên lặng (3 hình/giây)
  - Hẹn giờ 10 giây hoặc dùng điều khiển từ xa
  - Hẹn giờ 2 giây
- Quay video Full HD video (1920×1080) lên tới 120 khung hình/giây (119.9 fps)
- Tất cả các điểm lấy nét hỗ trợ khẩu độ f/8
- Trình tối ưu ống kính kĩ thuật số cho chụp ảnh JPEG.
- Tất cả các điểm lấy nét đều sáng đỏ
- Hỗ trợ thẻ CFast (biến thể của CompactFlash) cho tối đa lên tới 170 hình RAW chỉ với 1 lần ấn chụp ở tốc độ chụp liên tiếp cao nhất 14 hình/giây
- GPS tích hợp dùng cho gắn thẻ địa lý vào ảnh geotag và khớp giờ UTC
- ISO tối đa lên tới 409600
- Anti-flicker (có trên EOS 7D Mark II) – triệt tiêu sự nhấp nháy khi chụp dưới ánh sáng nhân tạo như đèn huỳnh quang.
- Màn hình cảm ứng LCD khi dùng live view và quay video, các nhà quay phim có thể dùng chọn điểm lấy nét khi quay phim.
- Cần gạt chuyển live view và quay video
- Wi-Fi tích hợp (cùng bộ phát không dây)
- Cảm biến đo sáng 360.000 pixel IR + RGB, EOS iTR AF
- Dual Pixel CMOS AF
- Custom Quick Control Screen cho phép thay đổi vị trí và kích cỡ ô các thông số trên màn hình LCD: màn hình khi bật máy lên ở chế độ chụp sẽ được chia làm 24 ô với 6 ô chiều ngang và 4 ô chiều dọc. Người dùng có thể sắp xếp chỗ và kích thước cho các ô hiển thị thông số như ô M (ký hiệu chế độ Manual) có thể đặt kích cỡ chỉ 1 ô hoặc 1 ô lớn gồm 2 ô dọc và 2 ô ngang (Thừa kế từ 5DS).
- Cân bằng trắng tự động: gồm tự động và tự động ưu tiên trắng: cho phép tái tạo màu trắng trong các điều kiện ánh sáng phức tạp (Thừa kế từ 5DS).
- Pin LP-E19 2700 mAh, cao hơn pin LP-E4N 10% dung lượng.

## Phụ kiện
- Pin LP-E19
- Sạc pin LC-E19

## So sánh với EOS-1D X
| Model                        | EOS-1D X | EOS-1D X Mark II |
| ---------------------------- | --- | --- |
| Cảm biến ảnh                 | Toàn khung (36x24mm) | Toàn khung (36x24mm) |
| Độ phân giải cảm biến        | 17,9 megapixel (5184×3456) | 20 megapixel (5472×3648) |
| Cảm biến đo sáng             | cảm biến 100,000 pixel RGB (xử lý bằng DIGIC 4)                                                                                               | cảm biến 360,000 pixel RGB+IR (xử lý bằng DIGIC 6) |
| Điểm lấy nét                 | 61 điểm (41 ngang dọc), 1-5 điểm (ngang dọc) ở f/2.8 10-20 điểm (ngang dọc) ở f/4.0 15-21 điểm (ngang dọc) ở f/5.6 1 điểm (ngang dọc) ở f/8.0 | 61 điểm (trong đó có 41 điểm dạng ngang dọc), 61 điểm (21 điểm dạng ngang dọc) ở khẩu độ f/8, có thể AF trong điều kiện thiếu sáng tới -3EV                                                                                      |
| Bộ xử lý                     | Đôi DIGIC 5+ | Đôi DIGIC 6+ |
| ISO                          | 100 – 51200 (L: 50, lên tới H2: 204800) | 100 – 51200 (L: 50, lên tới H3: 409600) |
| Tốc độ chụp liên tiếp tối đa | 14 hình/giây có khóa gương (JPEG), 12 hình/giây với lấy nét và đo sáng liên tục (JPEG/RAW/RAW+JPEG)                                           | 16 hình/giây trong live view (JPEG/RAW/RAW+JPEG), 14 hình/giây với lấy nét và đo sáng liên tục (JPEG/RAW/RAW+JPEG) |
| Tốc độ màn trập cơ khí       | 1/8000 giây đến 30 giây, bulb, Tốc độ ăn đèn đạt 1/250s                                                                                       | 1/8000 giây đến 30 giây, bulb, Tốc độ ăn đèn đạt 1/250s |
| Quay video                   | Full HD (1920×1080): 60 fps/50 fps/30 fps/25 fps/24 fps (MPEG-4 AVC／H.264), có hỗ trợ ALL-I và IPB                                           | DCI 4K (4096×2160): 60 fps/50 fps/30 fps/25 fps/24 fps (Motion JPEG), Full HD (1920×1080): 120 fps/100 fps/60 fps/50 fps/30 fps/25 fps/24 fps (MPEG-4 AVC／H.264), có hỗ trợ ALL-I, IPB (chuẩn) và IPB (nhẹ) Tích hợp time-lapse |
| Độ phóng đại của ống ngắm    | xấp xỉ 0.76× | xấp xỉ 0.76× |
| Màn hình LCD                 | xấp xỉ 1040K chấm, màn hình 3.2" | xấp xỉ 1620K chấm, màn hình cảm ứng 3.2" |
| Ngàm ống kính                | EF mount | EF mount |
| Thẻ nhớ                      | 2 khe thẻ CompactFlash (Loại I&II, có hỗ trợ UDMA 7)                                                                                          | 1 khe thẻ CFast (có hỗ trợ CFast2.0) và 1 khe thẻ CompactFlash (Loại I, có hỗ trợ UDMA 7) |
| Pin                          | LP-E4N, LP-E4 | LP-E19, LP-E4N, LP-E4 |
| LAN (có nối dây)             | IEEE802.3u (Hỗ trợ Ethernet 1000BASE-T / 100BASE-TX / 10BASE-T)                                                                               | IEEE802.3u (Hỗ trợ Ethernet 1000BASE-T / 100BASE-TX / 10BASE-T) |
| Wi-Fi                        | Phụ kiện rời; Hỗ trợ IEEE802.11n (150 Mbps)/ IEEE802.11a (54 Mbps)/ IEEE802.11g (54 Mbps)/ IEEE802.11b (11 Mbps) bởi bộ phát WFT-E6           | Phụ kiện rời; hỗ trợ IEEE802.11ac (433 Mbps)/ IEEE802.11n (150 Mbps)/ IEEE802.11a (54 Mbps)/ IEEE802.11g (54 Mbps)/ IEEE802.11b (11 Mbps) bởi bộ phát WFT-E8                                                                     |
| GPS                          | Phụ kiện rời | Tích hợp (Hỗ trợ vệ tinh GPS, GLONASS và QZSS (Michibiki)) |
| Ra mắt                       | 18-10-2011 (bán chính thức vào 20-6-2012) | 2-2-2016 |
| Cấu hình                     | 158 × 163.6 × 82.7mm | 158 × 167.6 × 82.6mm |
| Khối lượng                   | 1340g (chỉ thân máy) | 1340g (chỉ thân máy) |